# Hussein Rushdi Pasha
Hussein Rushdi Pasha, född 1863, död 1928, var Egyptens regeringschef från den 5 april 1914 till den 12 april 1919.